# Cornelius Lawrence
Cornelius Van Wyck Lawrence, född 28 februari 1791 i Flushing, Queens, död där 20 februari 1861, var en amerikansk demokratisk politiker. Han var den första folkvalda borgmästaren i New York efter 1834 års lagändring. Ett tillägg till delstaten New Yorks konstitution möjliggjorde då direkta folkval av borgmästare i New York City.
Lawrence var uppvuxen i Flushing och flyttade 1812 till New York City (Queens blev en del av New York City först 1898). Han var ledamot av USA:s representanthus 1833-1834 och borgmästare i New York 1834-1837.
Hans grav finns i Bayside, Queens.